# 13 Pułk Artylerii Pancernej

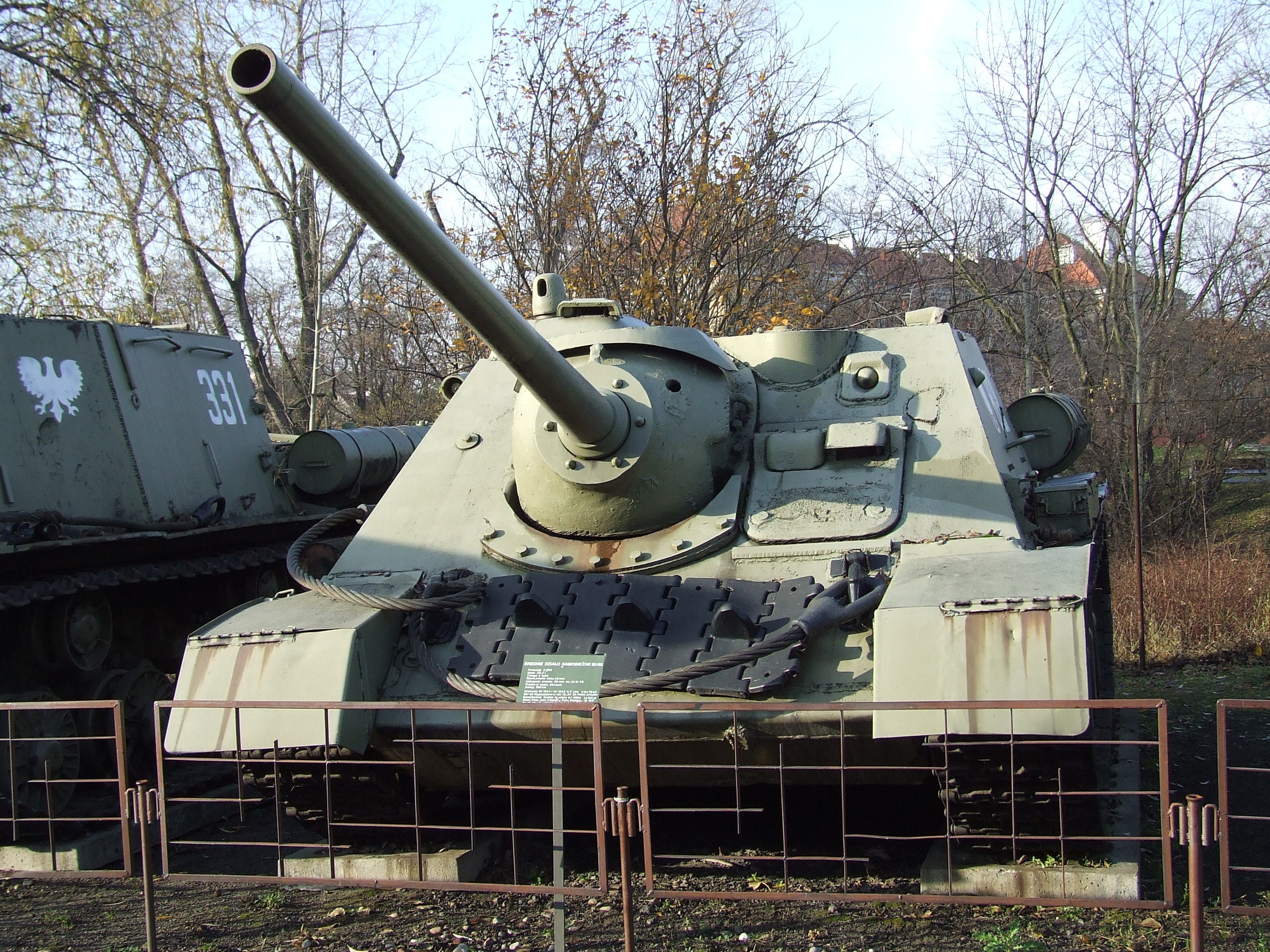
Działo pancerne SU-85

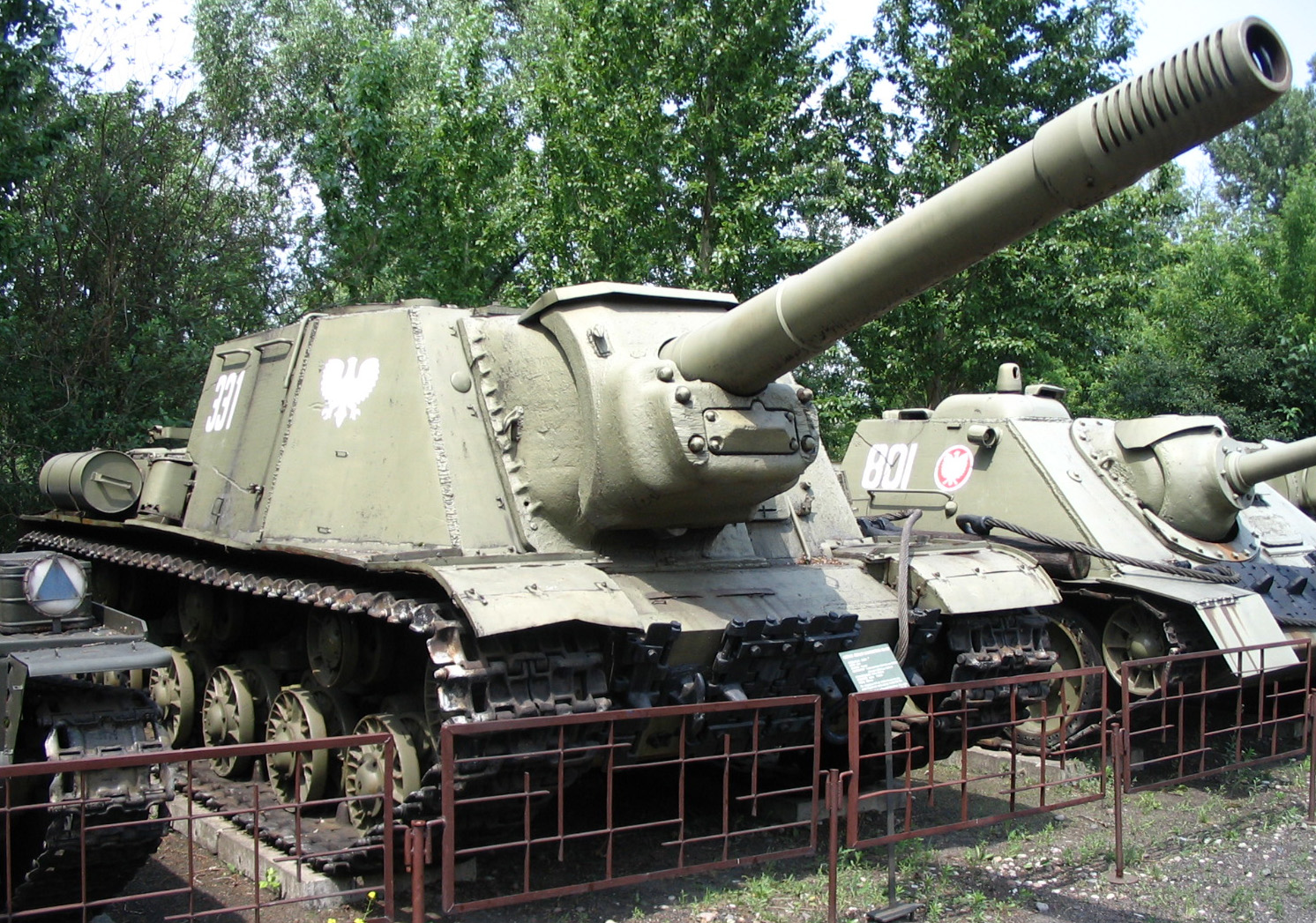
Działo pancerne ISU-152

13 Warszawski Pułk Artylerii Pancernej – oddział broni pancernej ludowego Wojska Polskiego

## Formowanie i zmiany organizacyjne
Sformowany we wsi Agatówka pod Berdyczowem na podstawie rozkazu dowódcy Armii Polskiej w ZSRR nr 010 z 18 kwietnia 1944. 
Zalążkiem pułku był dywizjon artylerii samobieżnej 1 BPanc. 28 marca 1944 dywizjon przesunięto do Smoleńska, skąd transportem kolejowym został przewieziony w rejon Berdyczowa i rozmieszczony we wsi Agatówka. 15 kwietnia otrzymał kolejne 9 dział samobieżnych SU-85 z sowieckimi załogami, a w trzy dni później został przeformowany w pułk.
21 stycznia 1945 otrzymał nazwę wyróżniającą „Warszawski”. 22 maja 1946 odznaczony został orderem Krzyża Grunwaldu III kl. 4 maja 1945 odznaczony Orderem Kutuzowa III st..
Zgodnie z rozkazem nr 07/MON z 4 maja 1967 w sprawie przekazania jednostkom wojskowym historycznych nazw i numerów oddziałów frontowych oraz ustanowienia dorocznych świąt jednostek, Dz. Roz. Tjn. MON Nr 5, poz. 21,  tradycje 13 Warszawskiego Pułku Artylerii Pancernej przejął 13 Warszawski pułk czołgów z Opola.

## Żołnierze pułku
Dowódcy pułku
- ppłk Michał Curoczkin (18 czerwca - 4 lipca 1944 r.)
- p.o. mjr Stanisław Mokrzyński (4 lipca – 4 sierpnia 1944)
- ppłk Michał Curoczkin (4 sierpnia 1944 r. do końca wojny)

Odznaczeni Srebrnym Krzyżem Orderu Virtuti Militari
1. ppłk Michał Curoczkin
2. ppor. Piotr Cyrpel

## Skład etatowy
Dowództwo i sztab
- 4 x baterie artylerii pancernej
- kompania fizylierów

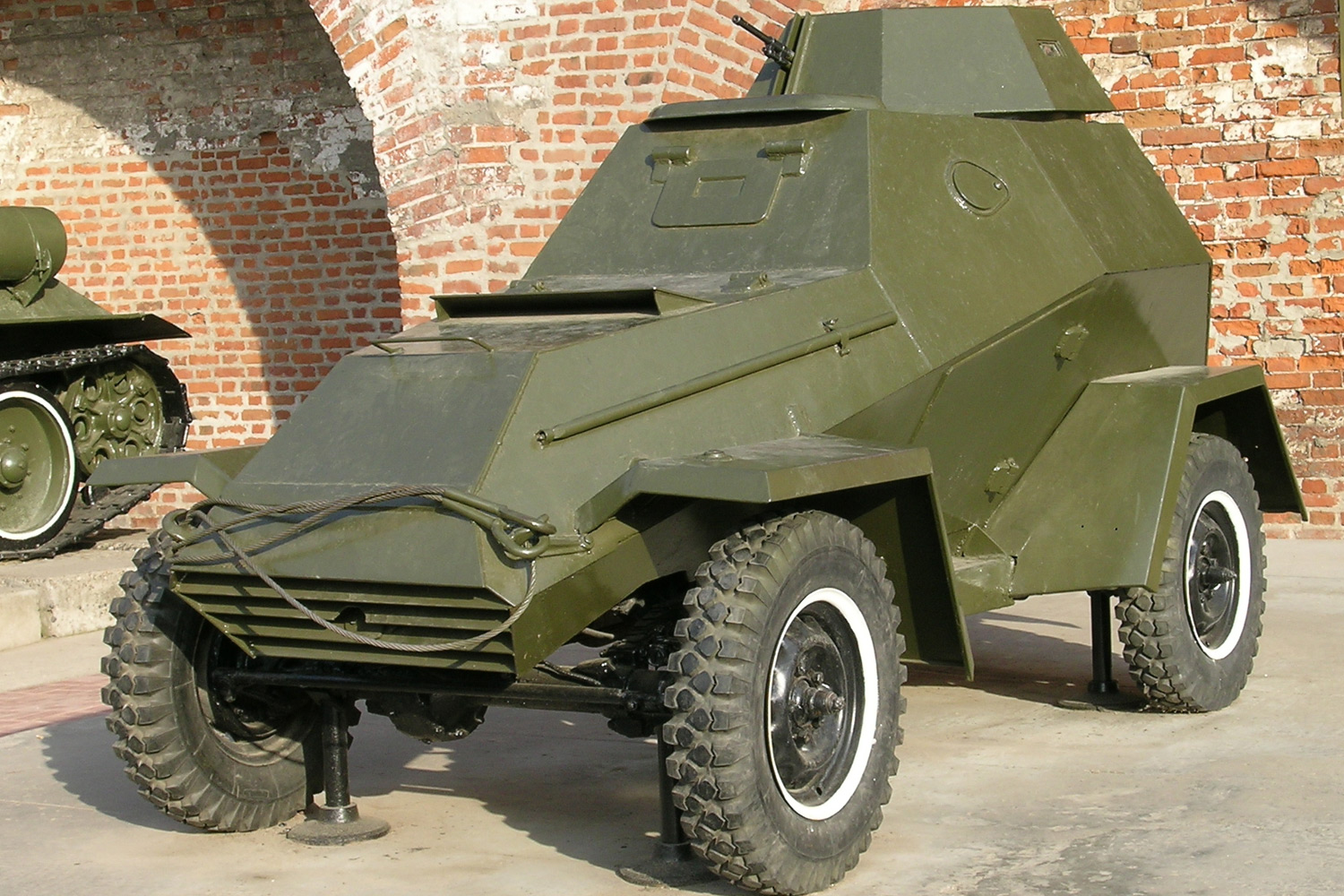
Samochód pancerny dowództwa BA-64

- plutony: dowodzenia, saperów, zaopatrzenia bojowego, remontu, transportowy, sanitarny
- drużyna gospodarcza

Razem:
żołnierzy – 318 (oficerów – 62, podoficerów – 101, szeregowych – 155)
sprzęt:
- działa samobieżne SU-85 – 21
- samochód pancerny BA-64 – 1
- samochody – 43
- motocykle – 2

## Marsze i działania bojowe
Pułk wchodził w skład 1 Armii Wojska Polskiego. 15 sierpnia 1944 przeprawił się przez Wisłę i przeszedł do obrony w rejonie Wólki Tarnowskiej jako odwód przeciwpancerny armii. Po opanowaniu sytuacji na przyczółku magnuszewskim pułk przemaszerował do Starej Miłosny w rejon koncentracji jednostek pancernych 1 Armii WP
14 września jego 1 i 2 bateria, wspólnie z 1 i 2 kompanią czołgów 1 BPanc, wspierały natarcie 2 i 3 pułku piechoty na Pragę.
W ramach przygotowań do ofensywy styczniowej pułk podporządkowano 47 Armii, w której składzie uczestniczył w przygotowaniu artyleryjskim ze stanowisk ogniowych w rejonie Łajski. 16 stycznia 1945 powrócił w skład 1 Armii Wojska Polskiego. 
Następnego dnia z Konar przeszedł przez Górę Kalwarię, Piaseczno, Służew i razem z pododdziałami 1 Samodzielnej Brygady Kawalerii zajął Pyry oraz dotarł do Dworca Głównego w Warszawie. 26 stycznia dotarł do Bydgoszczy, trasą przez Błonie, Gąbin, Gostynin i Łagiewniki. 1 i 2 bateria wzięła udział w oczyszczaniu miasta, 3 i 4 bateria została przesunięta do Koronowa w celu ubezpieczenia koncentracji wojsk. W działaniach o przełamanie Wału Pomorskiego pułk ześrodkował się w rejonie Wądołu i 7 lutego wspierał natarcie 3 Dywizji Piechoty na Nadarzyn, a w nocy został przesunięty do Dobrzycy skąd nazajutrz 1, 2 i 3 bateria wspierały natarcie 4 pułku piechoty na Rudki. 4 bateria przeciwuderzeniem na nieprzyjaciela odzyskała most na rzece Zgniły Zdrój w rejonie Iłowca. 9 lutego pułk wspierał natarcie 5 pułku piechoty na Kłosowo, a dzień później całością sił wziął udział w natarciu na Mirosławiec. 12 lutego na odcinku Wierzchowo, Borujsko wspierał jednostki 2 Dywizji Piechoty. 13 lutego nacierał na Łowicz Wałecki i po jego opanowaniu zajął tam obronę.
Tego samego dnia 4 bateria wspierała 3 pułk piechoty w walkach o Borujsko, a 16 lutego 1, 2 i 3 bateria brała udział w działaniach zaczepnych 1 Dywizji Piechoty, mających na celu opanowanie rubieży szosy Żabinek, Orla. 19 lutego pułk  wspierał 4 i 6 pułk piechoty w natarciu na Żabin, a jedną baterią atak 3 pułku piechoty na Borujsko.
W przełamaniu Wału Pomorskiego pułk uczestniczył od 1 marca wspierając jednostki 1 BPanc w natarciu na głównym kierunku Borujsko, Witowo, oraz 3 i 4 marca wsparciem jednostek na Osiek Drawski, a następnie z 1 BPanc opanował Złocieniec i dotarł do rzeki Drawy wchodząc w skład grupy pościgowej. Uczestnicząc w pościgu pułk 5 marca opanował Bierzwicę, Świdwin, Sławoborze i skoncentrował siły w Dębicy zajmując obronę okrężną. 9 marca skierowano pułk w rejon Gryfic gdzie zajął obronę okrężną uniemożliwiając oddziałom niemieckim przebicia się w kierunku Zalewu Szczecińskiego. 11 marca wspierał uderzenie 2 Dywizji Piechoty w rejonie Kamienia Pomorskiego i Wrzosowa na zgrupowanie niemieckie osłaniające drogi odwrotu na wyspę Wolin. Po walkach pułk powrócił do Gryfic gdzie dokonano remontu sprzętu i przyjęto uzupełnienie 9 dział samobieżnych ISU-152.
W operacji berlińskiej pułk otrzymał zadanie wsparcia zgrupowania uderzeniowego 1 Armii WP. Z rejonu Gryfic pułk nocnymi marszami 13 kwietnia dotarł do Gozdowic. 15 i 16 kwietnia działa pułku uczestniczyły w przygotowaniu artyleryjskim ze stanowisk w rejonie Karlsbiese, a następnie wspierały natarcie 7 i 9 pułku piechoty z rejonu Neu Karlshof w kierunku Alt Wustrow i Altwriezen, docierając następnego dnia do wałów nad Starą Odrą. Wobec braku przepraw pułk skierowano na odcinek 2 Dywizji Piechoty. Od 19 kwietnia pułk wspierał z rejonu Wriezen oddziały 4 Dywizji Piechoty, a następnego dnia przeszedł do pościgu w kierunku Wölsickkendorf, stanowiąc awangardę sił 1 Armii WP. 22 kwietnia opanował Birkenwerder i dotarł do Kanału Hohenzollernów. Od 24 kwietnia po przełamaniu obrony na kanale działał w kierunku Bötzow, Pausin, dotarł do Paaren i zajął przejściową obronę. 30 kwietnia przeprawił się w bród przez kanał opanowując Brädikow, a 2 maja dotarł do Haweli i następnego dnia osiągnął Łabę. Ostatnią walkę stoczył 4 maja o Klietz. Po walkach skoncentrował się w Wansdorf, a 8 maja w Züllsdorf.
Na mocy rozkazu z 26 czerwca 1945 roku Naczelne Dowództwo podporządkowało sobie bezpośrednio pułk i wyłączyło go ze składu 1 Armii WP. W lipcu pułk przewieziono transportami kolejowymi do Legionowa, a następnie przeniesiono do Modlina, gdzie został rozformowany. Sprzęt przekazano 1 i 4 pułkowi czołgów.
|  |  |  |  |

|  |  |

## Kamuflaż i oznakowanie wozów
Wozy bojowe malowano farbą olejną koloru ciemnozielonego. Poszczególne pojazdy mogły różnić się odcieniem, a nawet i kolorem.
Jeśli okoliczności tego wymagały, malowano pojazdy w nieregularne plamy różnej wielkości i kształtu. Obok podstawowego koloru wykorzystywano brąz, czerń lub piaskowy. Taki sposób malowania stosowano jednak sporadycznie.
Zimą wozy bojowe malowano na biało, tzw. bielidłem. Biel nakładano bezpośrednio na ochronną farbę zieloną, przy czym pokrywano nią albo cały pojazd, albo też tylko część jego powierzchni, tworząc nieregularne plamy deformujące kształt. Zamiast farby mogło być używane wapno.
Na wieży malowano orła. Stylizowany, aczkolwiek znacznie uproszczony kształt orła wzorowany był na orle piastowskim. Wysokość orła wahała się od 20 do 40 cm.
Oznakowanie taktyczne
Numery taktyczne pułku:
dowódca — 300
- 1 bateria — 310, 311, 312, 313, 314
- 2 bateria — 320, 321, 322, 323, 324
- 3 bateria — 330, 331, 332, 333, 334
- 4 bateria — 340, 341, 342, 343, 344